# ʙ
La letra ʙ es un símbolo utilizado en el Alfabeto Fonético Internacional para representar una consonante bilabial vibrante sonora. Este sonido se produce mediante la vibración de ambos labios y una sonoridad generada por las cuerdas vocales. La ʙ no es común en la mayoría de las lenguas del mundo, pero se puede encontrar en algunas lenguas indígenas o en transcripciones fonéticas de ciertos idiomas. Aunque no aparece habitualmente en las lenguas indoeuropeas más habladas, algunos dialectos del español y otras lenguas podrían utilizar sonidos similares.

## Codificación
| Carácter     | latin letter small capital B | latin letter small capital B |
| ------------ | ---------------------------- | ---------------------------- |
| Codificacion | decimal                      | hex                          |
| Binaria      | 11001010:10011001            | 11001010:10011001            |
| Unicode      | 7568                         | U+0299                       |
| UTF-8        | 7568                         | 0xCA 0x99                    |
| Ref.Numerica | &#x0299                      | &#x0299                      |